# Gregory Meeks
Gregory Weldon Meeks (New York, 25 settembre 1953) è un politico e avvocato statunitense, membro della Camera dei Rappresentanti per lo stato di New York.

## Biografia
Nato a New York, Meeks si laureò in legge alla Howard University e divenne avvocato. Nel 1992 entrò in politica con il Partito Democratico e venne eletto all’Assemblea di Stato di New York.
Nel 1998 il deputato Floyd Flake abbandonò il suo seggio al Congresso e così Meeks prese parte alle elezioni speciali per determinare il suo rimpiazzo. Vinse la competizione, approdando quindi alla Camera dei Rappresentanti e fu sempre riconfermato negli anni successivi.
Meeks è tendenzialmente favorevole all'aborto ed è membro del Congressional Black Caucus e della New Democrat Coalition.